# Michael Feinstein
Michael Feinstein (Columbus, 7 de setembre de 1956) és un cantant, pianista i intèrpret de música revivalista, dedicat a l'antropologia i documentalista per al repertori conegut com a Great American Songbook. La Biblioteca del Congrés el va escollir per al Consell Nacional de la Junta Consultiva d'Enregistrament de So, una organització dedicada a la protecció del patrimoni musical dels EUA.
Feinstein va néixer de pares judeoestatunidencs: Edward, un excantant i executiu de vendes de Sara Lee Corporation, i Maizie, ballarina de Columbus (Ohio). Amb cinc anys, va estudiar piano durant un parell de mesos fins que es va convertir en el seu mestre; no va ser la lectura de les partitures el que el va dur a ser mestre, ja que per a és més còmode tocant d'oïda.
Feinstein va completar una part de sis sèries de Warner Home Video per a la televisió que mostra la història de la cançó popular d'Amèrica fins al 1960. Feinstein va participar com a jutge en el concurs Miss Amèrica 2007. L'octubre de 2008, Feinstein es va casar amb el seu soci Terrence Flannery.